# Marion Talley
Marion Nevada Talley (Nevada, 20 dicembre 1906 – Beverly Hills, 3 gennaio 1983) è stata un soprano statunitense.

## Biografia
Nata in Missouri, crebbe a Kansas City e a quindici anni ottenne un inaspettato successo cantando come Mignon in un allestimento amatoriale dell'opera di Ambroise Thomas. I suoi concittadini fecero una colletta per permetterle di studiare con Frank LaForge a New York.
Pur non avendo superato il provino al Metropolitan nel 1923, esordì al teatro il 17 febbraio 1926, appena diciannovenne, come Gilda in Rigoletto. Due giorni dopo fece il suo debutto radiofonico cantando Home! Sweet Home!. Nel 1926 cantò Caro nome in un cortometraggio proiettato in occasione della prima mondiale di Don Giovanni e Lucrezia Borgia; l'anno dopo cantò con Jeanne Gordon, Beniamino Gigli e Giuseppe de Luca "Bella figlia dell'amore" in un altro cortometraggio sonoro. Avrebbe cantato regolarmente al Metropolitan fino al 1929, apparendo in settantasei rappresentazioni nei ruoli di Lucia in Lucia di Lammermoor, l'eponima protagonista ne L'usignolo, Olimpia ne I racconti di Hoffmann, la Regina della Notte ne Il flauto magico, Philine in Mignon e la regina di Šemacha ne Il gallo d'oro.
Nel 1929, a ventidue anni, annunciò il suo ritiro dalle scene e si congedò dal Metropolitan con una rappresentazione come Lucia. Tornata in Kansas, sposò il pianista tedesco Michael Raucheisen nel 1932, ma il matrimonio fu annullato pochi mesi più tardi, nel gennaio 1933. Sempre nel 1933 tornò brevemente sulle scene per cantare come Gilda a Chicago. Nel 1935 si risposò con il critico Adolf Eckstrom, ma il matrimonio terminò con il divorzio e una lunga battaglia legale per la custodia della figlia Susan. Gli anni trenta furono segnati da altri tentativi fallimentari di tornare nel mondo dello spettacolo, prima con una serie radiofonica sulla NBC e poi con il film Follow Your Heart (1936). Nel 1940 tentò un'ultima volta di ristabilire la sua carriera come soprano di coloratura, ma anche questo tentativo non fu fruttuoso.
Morì nel 1983 a Beverly Hills.

## Filmografia
- Follow Your Heart, regia di Aubrey Scotto (1936)